# X996
La X996 est une locomotive électrique prototype issue, en 1977, de la transformation temporaire de la CC 21003 de la SNCF pour le compte de l'Amtrak.
Modifiée pour fonctionner sous courant alternatif monophasé 11000 V / 25 Hz, elle effectue des tests non concluants aux États-Unis sur le Northeast Corridor de février à mai 1977 avant d'être remise au type CC 21000 et de reprendre son service à la SNCF.

## Origine du prototype

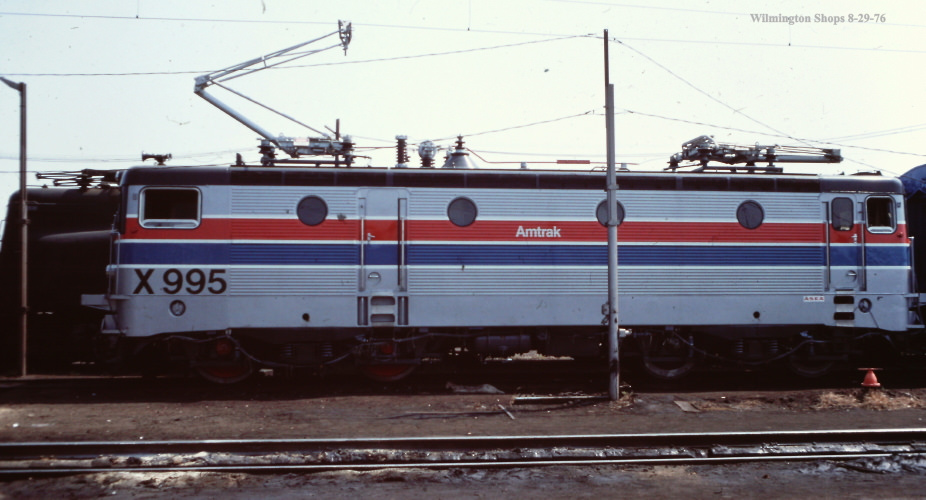
La X995 suédoise.

Au milieu des années 1970, l'Amtrak souhaite renforcer la qualité de ses prestations sur les trains de voyageurs empruntant la ligne du Northeast Corridor (New Haven/New York/Washington), mais les constructeurs américains ne disposent pas, semble-t-il, du savoir-faire nécessaire en matière de locomotives adaptées à ce service. La compagnie fait donc appel à des constructeurs européens pour louer des prototypes de locomotives qui rouleront sur cet axe. C'est ainsi que le Rc-4 no 1166 suédoise entame ses essais aux États-Unis dès le mois de juillet 1976 sous l'immatriculation X995.
La SNCF est également sollicitée. Elle hésite sur le modèle de locomotive à utiliser, l'Amtrak ayant proposé l'envoi d'une BB 15000 ou d'une CC 21000. La BB 15000 n'ayant, à cette époque, pas encore fait preuve de sa fiabilité à long terme, le choix se porte sur la CC 21003, plus lourde, plus longue, plus rapide et a priori plus apte à tracter les rames de l'Amtrak. Elle est pour l'occasion immatriculée X996.

## Carrière

### Transformation
Le 10 septembre 1976, la CC 21003, retenue pour ces tests, entre aux ateliers d'Alsthom à Belfort pour y subir un certain nombre de modifications. Celles-ci portent sur l'appareillage électrique, le train de roulement, la sécurité passive de la caisse, la signalisation, le freinage et l'aménagement de la cabine. La locomotive reçoit également la livrée Amtrak : bandes bleue et rouge avec liserés blancs sur fond gris avec marquages adaptés.
Une série de tests est ensuite effectuée à poste fixe à Vitry-sur-Seine avant que la locomotive ne soit acheminée au port du Havre d'où elle embarque pour les États-Unis le 15 janvier 1977.

### Essais

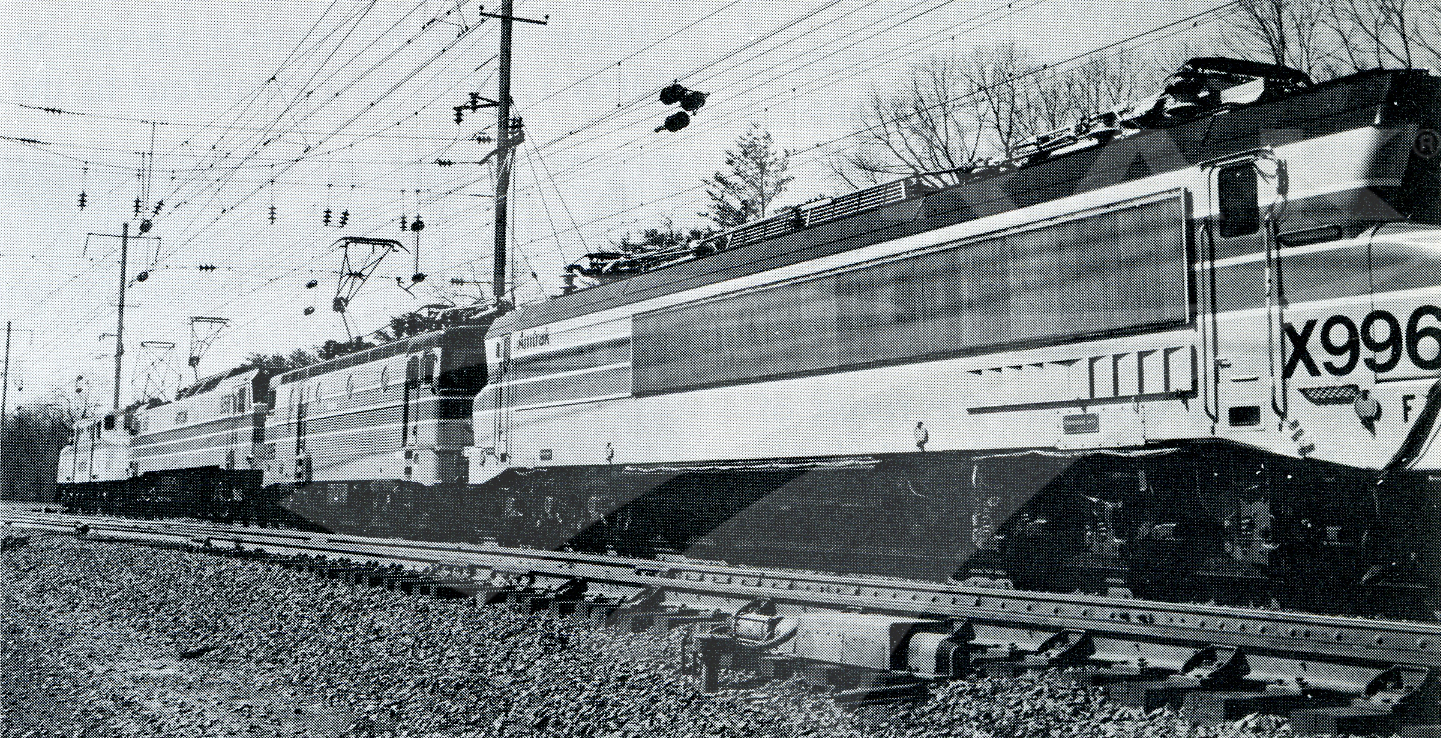
La X996 en compagnie de la X995 et des prototypes américains à Wilmington.

La X996 arrive au port de New York le 23 janvier 1977 avec un mois de retard sur la date de livraison prévue. Son équipement et celui de sa voiture de mesures sont complétés jusqu'au 21 février 1977 dans les ateliers de Wilmington. Elle est rattachée au dépôt de Philadelphie. Surnommée la « French Fry » (frite française) en raison de son origine et de sa silhouette élancée, elle effectue ses premiers essais en ligne le 22 février 1977.
Les essais se poursuivent les semaines suivantes mais mettent immédiatement en évidence un grave défaut de la X996. Ses bogies de type C, à la suspension primaire très souple, sont mal adaptés à la médiocre qualité des voies de la ligne américaine. Les mouvements parasites transmis à la caisse sont tels qu'au cours d'une marche d'essai, les pantographes sont détruits. Le bogie et la suspension plus dure de la X995 ne présentent pas cet inconvénient. Les performances en termes de vitesse sont par contre au rendez-vous et les 120 mph (193 km/h) exigés par l'Amtrak sont atteints,.
Malgré des modifications apportées en atelier, et notamment un durcissement des suspensions primaires (toutefois limité par la conception du bogie), les résultats ne sont pas probants et les essais prennent fin le 11 mai 1977 sans avoir de prolongement commercial. A posteriori, il est possible de penser qu'une BB 15000 aurait été mieux adaptée à ces essais, notamment en raison de la configuration de ses bogies. La locomotive est rembarquée pour la France le 3 juin 1977.

### Retour au type

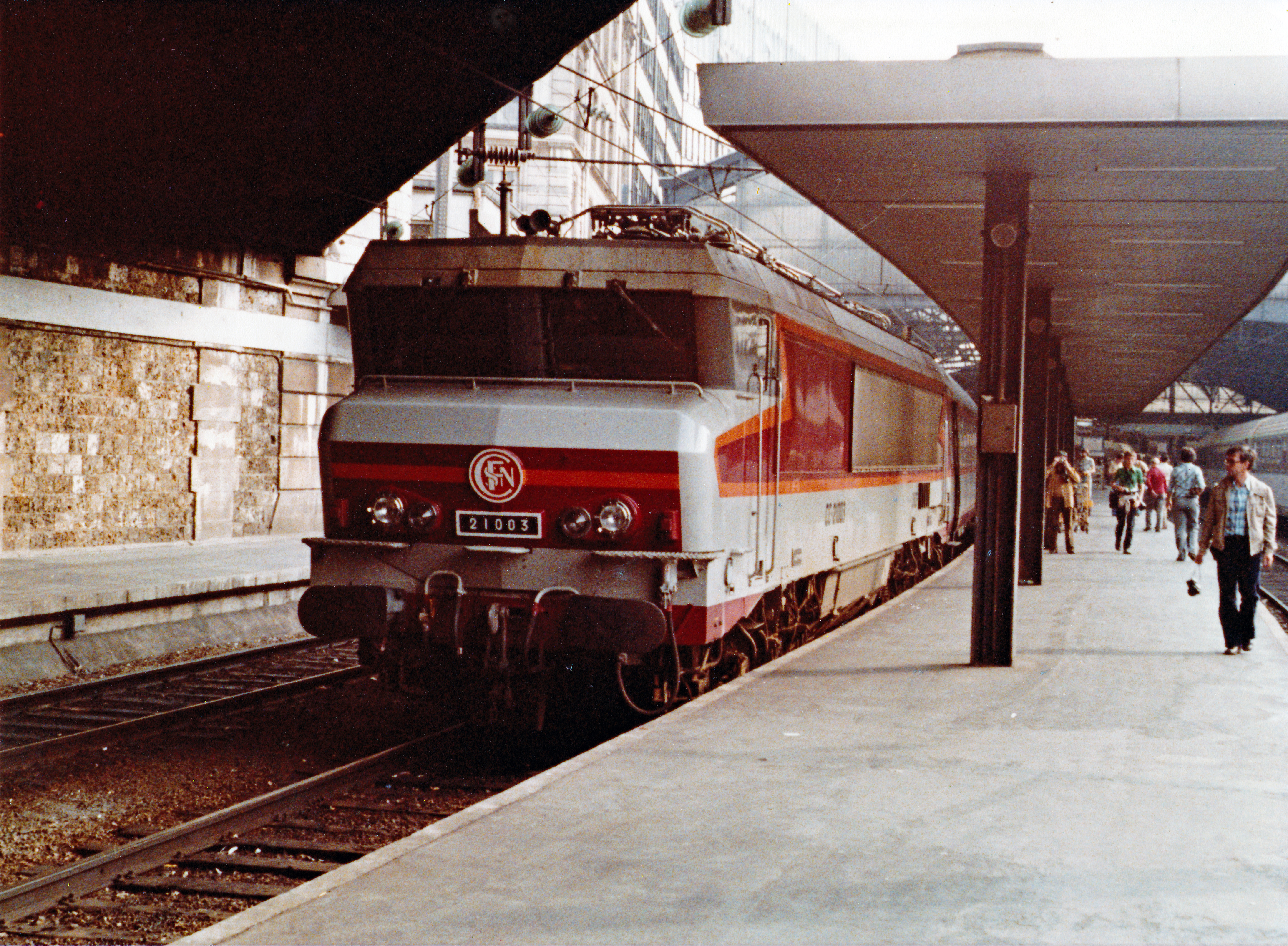
La CC 21003 après sa remise au type (1978).

Revenue au Havre le 16 juin 1977, la X996 est à nouveau prise en charge à Belfort puis remise au type sous son ancien numéro de CC 21003. Ces travaux durent plusieurs mois et la CC 21003 reprend son service sur les voies de la SNCF le 1er novembre 1977.
Cette locomotive est en définitive la seule de la « famille » des CC 6500 à être spécifiquement prévue pour circuler sous courant alternatif monophasé, après l'abandon des CC 14500.